# Kostel Nejsvětější Trojice (Raduň)
Kostel Nejsvětější Trojice v Raduni je jednolodní kostel vystavěný na přelomu 16. a 17. století v pozdně gotickém až renesančním slohu. 

## Historie
Obec Raduň vznikla mezi léty 1312 až 1320. Raduň byla tehdy přifařena k velkofaře hradecké, ale ve 14. století význam hradecké velkofary téměř zanikl a v Komárově byl nově zřízen kostel i s farou, proto byly okolní vsi včetně Raduně a raduňské části Vršovic přifařeny ke komárovské plebánii.
Po roce 1523 patřil Komárov do majetku krnovského knížete Jiřího Braniborsko-Ansbašského a v Raduni v té době sídlil rod Tvorkovských z Kravař. Protože Tvorkovští neměli dobré vztahy s knížetem krnovským, chtěli se vymanit z církevní závislosti na komárovské plebánii. Proto nechal Arnošt Tvorkovský nedaleko raduňské tvrzi vybudovat dřevěnou kapli sv. Anny. Kaple nabyla na významu v roce 1550, kdy se na Opavsku šířil protestantismus a protože Tvorkovští byli horlivým katolíky, zůstala i Raduň katolická. V roce 1580 byl již Komárov celý protestantský a katolický kněz byl odtud vyhnán. Tak zanikla komárovská plebánie.
V 90. letech 16. století nedokázala kaple sv. Anny pojmout všechny raduňské a vršovské věřící a navíc byla značně zchátralá. Tehdy se zde pravděpodobně již sloužily evangelické bohoslužby. Majitel panství, pán Pertold Tvorkovský, nechal kapli zbourat a na jejím místě začal roku 1598 stavět nový zděný kostel. V té době řádila na Opavsku morová epidemie, která protáhla stavbu na pět let. Kostel byl dokončen roku 1603.
10. května 1603 byl kostel vysvěcen. Světitelem byl olomoucký biskup František kardinál Ditrichštejn, který chtěl tímto aktem posílit katolicismus na Opavsku. Kardinál zároveň Raduni přislíbil samostatnou plebánii, kterou budou tvořit obce Raduň, Vršovice a Suché Lazce, která měla začít existovat ve chvíli, kdy kardinál sežene Raduni vhodného kněze, kterých bylo na Opavsku kvůli šířícímu se protestantismu nedostatek. Proto raduňská plebánie vznikla až v roce 1607. Poslední farář, Stanislav Pardovský, byl roku 1621 z Raduně vypuzen. Od té doby zůstala Raduň téměř na 200 let bez vlastního kněze.
Během třicetileté války byl v roce 1624 kostel zpustošen a vykraden vojsky Jana Jindřicha Krnovského tak, že se v něm nemohly konat bohoslužby. O další rabování se postarala vojska Mansfeldova. Tvorkovští byli na mizině a farníci byli zbaveni majetku. Proto Pertold Tvorkovský požádal kardinála, aby obnovil v rámci rekatolizace katolickou duchovní správu v Komárově, která by se starala i o Raduň a Vršovice. Kardinál Pertoldovi vyhověl a komárovskou duchovní správu svěřil jezuitům, jejichž úkolem bylo očistit Opavsko od protestantismu a českobratrství. V Komárově tuto činnost vykonávali pouze dva jezuité, kteří se ale nemohli plně věnovat Raduni, proto se bohoslužby v Raduni konaly nepravidelně. Současně je Raduň uváděna jako převážně nekatolická ještě v roce 1691. Přestože zde byly pokusy o znovuobnovení raduňské farnosti, Raduň zůstala komárovskou filiálkou po dalších 190 let, protože zde byl nedostatek kněží a obnovu far brzdily i další války. Vlastního kněze získala Raduň až v roce 1832 a aby mohly bohoslužby probíhat každý den, začala se v blízkosti kostela stavět budova pro kněze (místními zvaná „fara“), která byla dokončena roku 1836.
Roku 1859 byly Raduň a Vršovice vyloučeny z komárovské obce a díky hraběnce Larisch Monnischové byla ustanovena samostatná farnost Raduň při kostele Nejsvětější Trojice.
Posledním farářem, který žil na raduňské faře do roku 1952, byl Vincenc Kubáč. V současnosti kostel spadá pod farnost Opava – Komárov.

## Exteriér

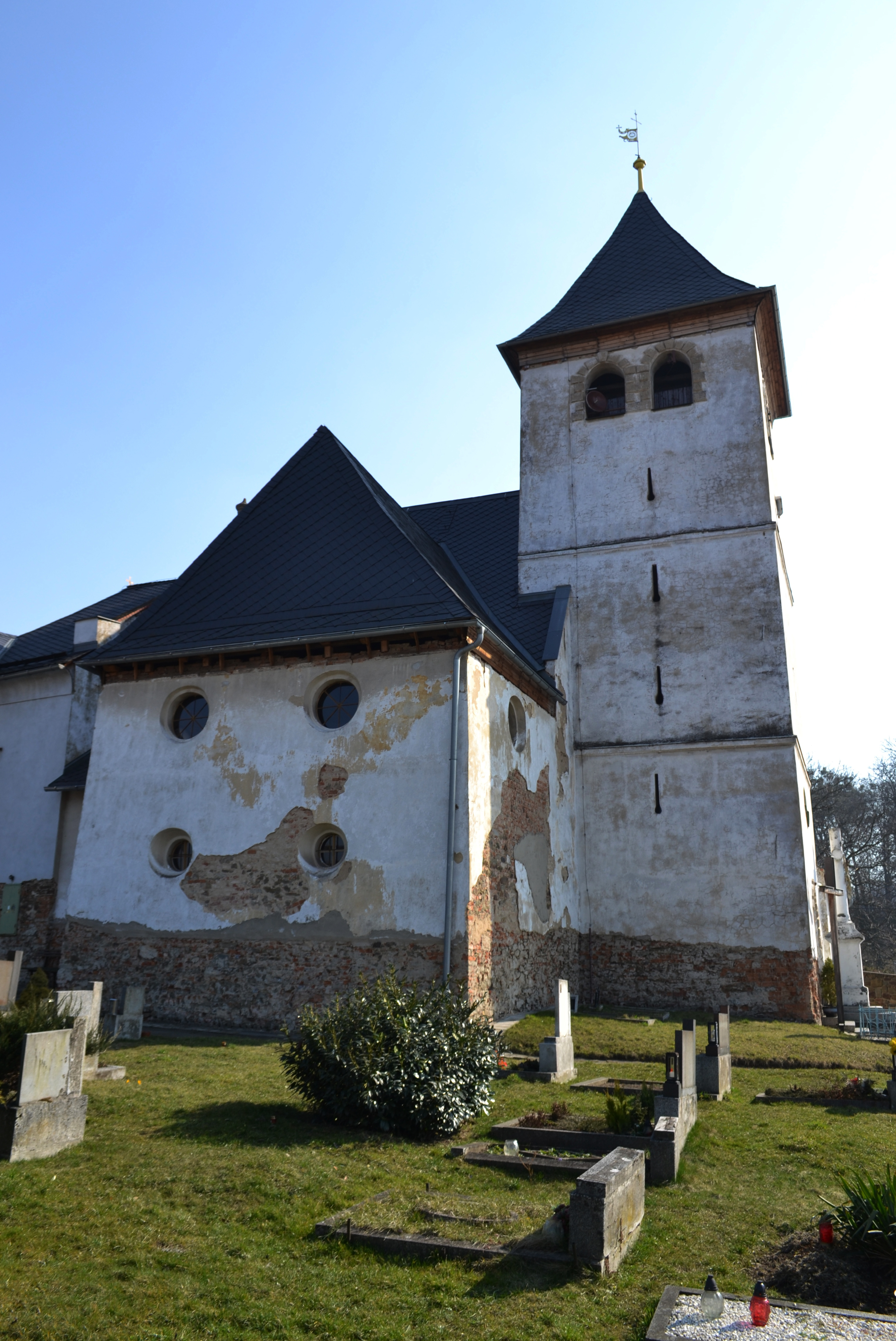
severní pohled na kostel Nejsvětější Trojice (Raduň)

Kostel je výškovou dominantou obce, což je umocněno jeho polohou na stoupajícím terénu. Šířící se protestantismus na přelomu 16. a 17. století předurčil obranný charakter kostela.
Hranolovitá věž s hodinami je vystavěna na čtvercovém půdorysu. Nachází se zde kruhové okno nad portálem, původní klíčové střílny a oblouková okna pod střešní římsou. Ostění lomeného portálu a obloukových oken pod římsou pocházejí z 19. století. K věži přiléhá kryté schodiště s lomeným portálem a s dvojicí lomených oken vedoucí na kůr.
Kostel je jednolodní, má půdorys latinského kříže. V hlavní lodi se nachází pouze jedno lomené okno vyplněné trojlistem a dvěma jeptiškami. Stejně tvarovaná okna můžeme nalézt i v presbytáři.
Transept je ukončen dvojicí kaplí – kaplí sv. Anny na severní straně a kaplí Panny Marie Pomocné na straně jižní. Kaple jsou přepatrovány, v prvním patře se nachází prostory kůru. Okna v obou kaplích jsou kruhová, vnější vchod do kaple Panny Marie Pomocné je prostý, obloukový. Kruhová okna v kapli sv. Anny byla zvětšena před výmalbou kostela v roce 1905.
Presbytář je umístěn tradičně na východě. Polygonální zakončení presbytáře je podporováno třemi odstupňovanými opěráky.
Nalevo od presbytáře je sakristie, napravo nová oratoř. Do sakristie vede lomený portál. Vyskytují se zde prostá obdélníková okna a jedno lomené okno vedoucí přes patro ze sakristie do staré oratoře. Je vyplněno trojlisty, čtyřlisty a jeptiškami.
Novou oratoř nechal postavit farář Vincenc Kubáč roku 1906 v novogotickém stylu. Portál oratoře má tvar lomeného oblouku, který je vynášen dvěma polosloupy. Nad dveřmi je okénko tvaru čtyřlistu. Oratoř lemuje atika se slepými trojlisty. Kostel je postaven z pálených, bíle omítnutých cihel.
Střecha byla opravována v roce 1907. Při té příležitosti byla sňata a otevřena báň z věže, V báni byly nalezeny tři mince. Korouhvička na věži obsahuje dva letopočty – 1613 a 1771. V těchto létech byla pravděpodobně střecha opravována. Stará korouhvička byla při opravě střechy nahrazena novou.
Před hlavním vchodem stojí kamenný kříž z razovského pískovce z roku 1899 od kameníka Gottlieba Heidricha a socha Ježíše Krista. Ke kostelu přiléhá fara a hřbitov, kde se od roku 1980 již nepohřbívá.  

## Interiér

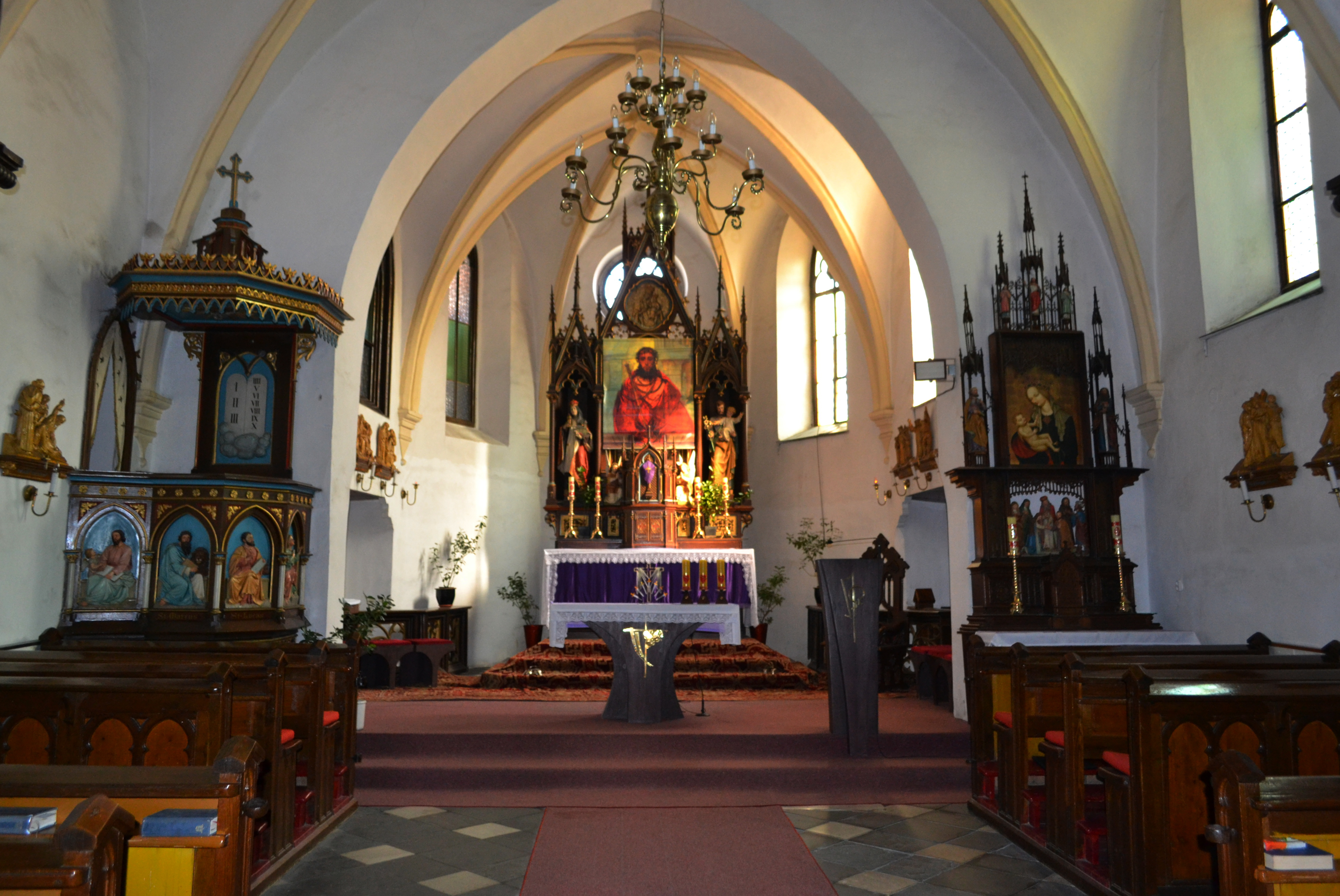
pohled do presbytáře s oltářem Nejsvětější Trojice z hlavní lodi

Do hlavní lodi se vchází předsíní pod věží. Loď je zaklenuta křížovou žebrovou klenbou o třech polích s kruhovými svorníky, žebra jsou klínová s výžlabkem. Klenby jsou podporovány renesančními čabrakovými konzolami.
Presbytář je od hlavní lodi oddělen lomeným vítězným obloukem. Vyskytuje se zde jedno pole stejné křížové žebrové klenby jako v hlavní lodi, polygonální zakončení je zaklenuto klenbou paprsčitou. Z presbyteria se vchází lomeným portálem do sakristie a do nové oratoře. Sakristie je zaklenuta klenbou se štukovými žebry s hřebínky bez svorníku. Vchod ze sakristie do kazatelny byl vybourán a vyzděn v roce 1891. Ze sakristie je možno vystoupit do patra do staré oratoře. Nová oratoř byla postavena v roce 1906. Její trámový strop má tvar lomeného oblouku, trámy se opírají o konzoly.  
V obou kaplích je klenba o dvou polích se štukovými žebry s hřebínky stejně jako v sakristii. Jen v kapli Panny Marie Pomocné je klenba spojena čtvercovým svorníkem. Kaple sv. Anny byla přestavěna v roce 1906.

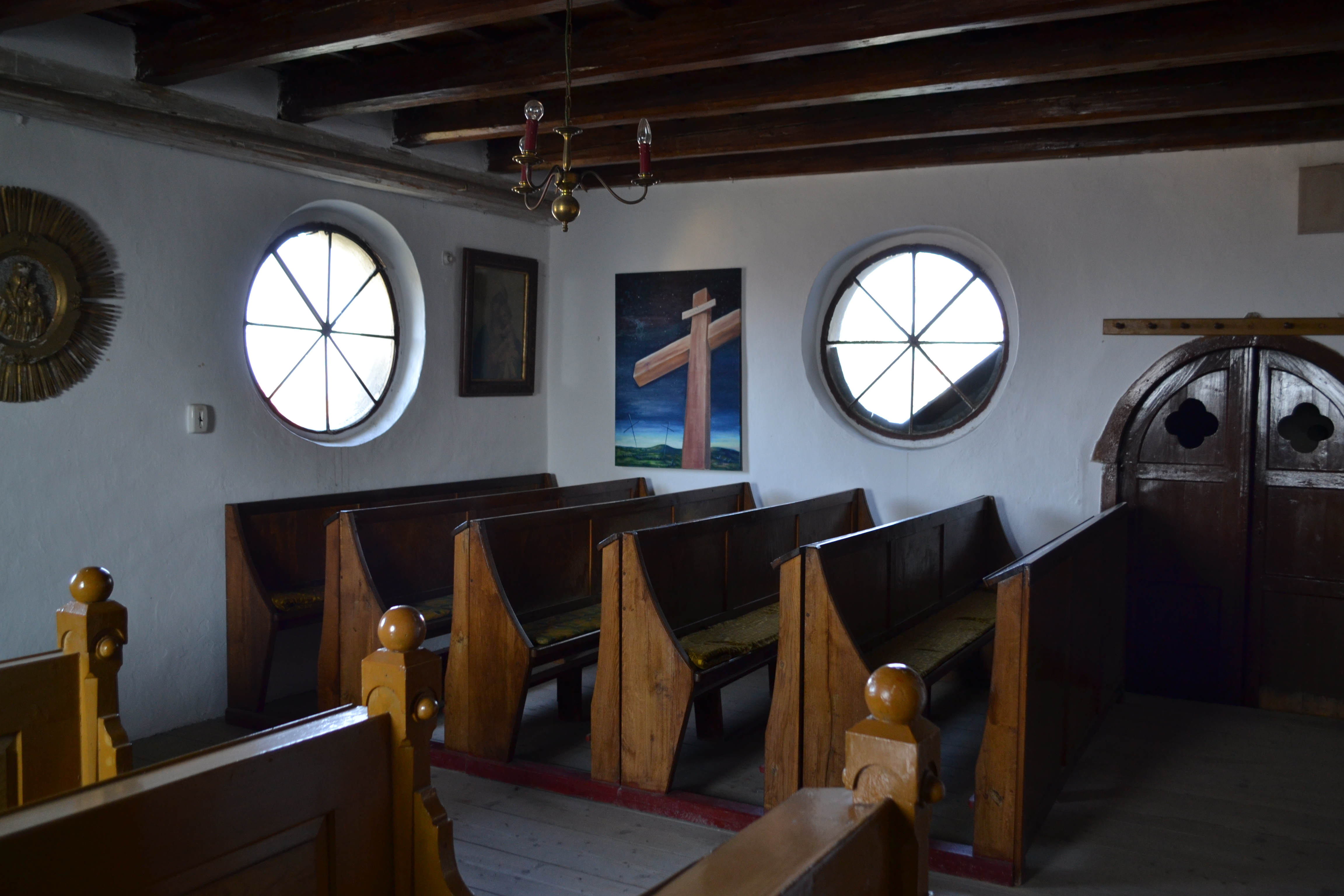
kůr nad kaplí sv. Anny s dřevěnými trámovými stropy a kruhovými okny

Z kaple Panny Marie Pomocné vede kamenné schodiště do patra na kůr. Schodiště bylo vybudováno v roce 1869, protože venkovní vchod na schody na kůr byl zazděn. Vchod byl v roce 1893 kvůli stížnostem znovu otevřen a z důvodu požární bezpečnosti byly přistavěny jednoduché dřevěné schody u stěny kaple Panny Marie Pomocné. Později byly přeloženy k pravé straně věže a opatřeny dřevěnou síňkou.
Z důvodu v té době velmi oblíbeného sborového zpěvu bylo první patro využito jako zpěvácké tribuny. Kůr byl rozšířen v roce 1875 podle plánů stavitele Lunwalda z Opavy. Pravá část kůru (nazývaná též panská pavlač) sloužila pro vrchnostenské služebnictvo a úřednictvo. Tribuny mají dřevěné trámové stropy.
Nad sakristií se nachází stará oratoř, odkud raduňská šlechta sledovala bohoslužby, do doby než byla v roce 1906 přistavěna nová oratoř napravo od presbytáře s otevřeným prospektem. Ze staré oratoře bylo možné sledovat mše širokým lomeným, čtyřdílným oknem vyplněným velkou okenní kružbou s trojlisty a dvěma menšími okenními kružbami s čtyřlisty.
V kostele se nacházejí dvě krypty, které nechal vybudovat pán Pertold Tvorkovský. První je umístěna v hlavní lodi, vchod do ní je před hlavním oltářem. Druhá je pod kaplí sv. Anny a vchod se nachází uprostřed kaple. V kryptách jsou uloženy ostatky členů šlechtických rodů Tvorkovských a Blücherů, kteří sídlili v Raduni. Naposledy se zde pohřbívalo v roce 1929.  

## Zařízení interiéru

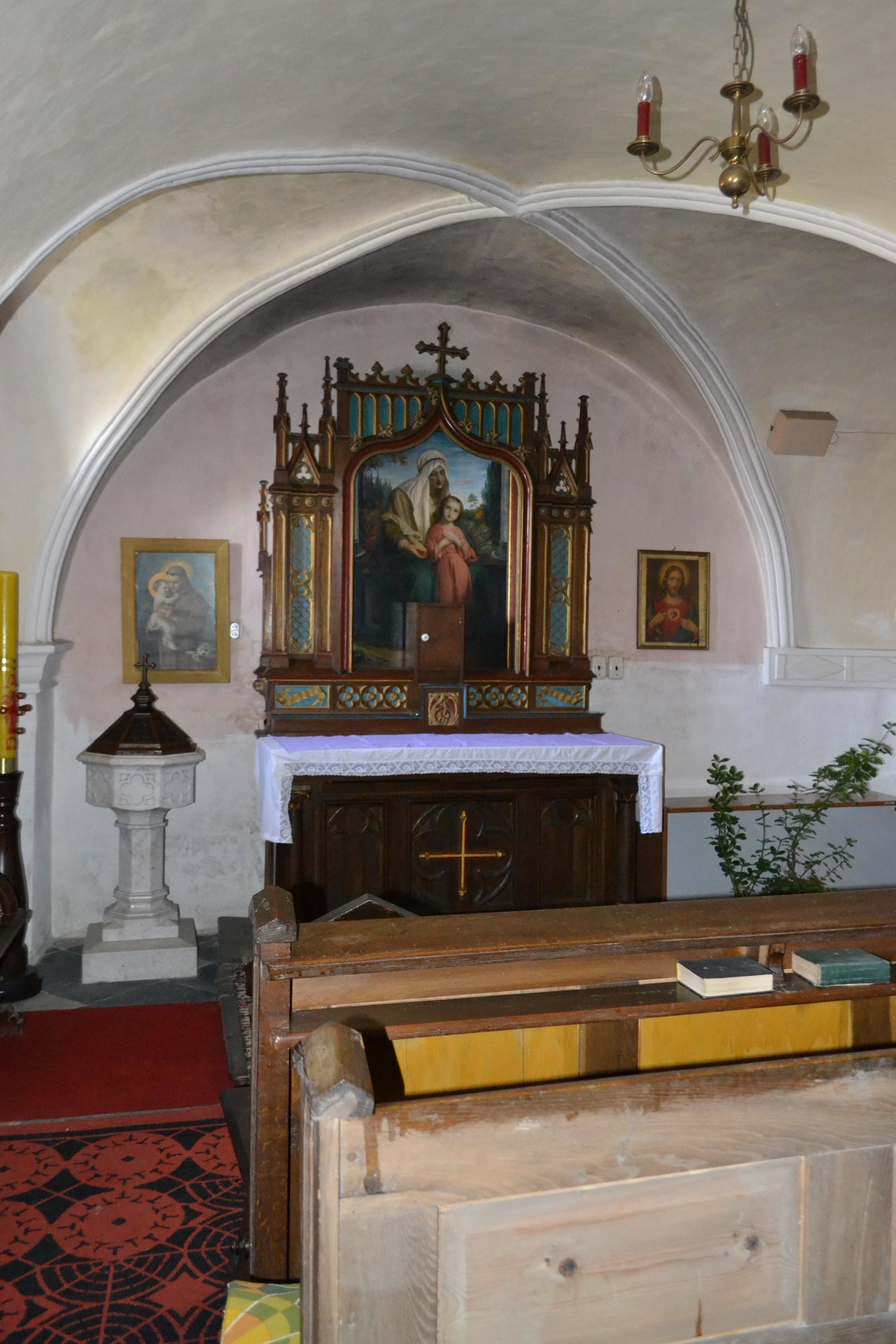
kaple sv. Anny

Nový kostel byl vybaven pěti oltáři – hlavním oltářem Nejsvětější Trojice a vedlejšími oltáři Panny Marie, sv. Hyacinta, sv. Anny a sv. Kateřiny. V pozdějších dobách dostal kostel na stěny nápisy a náhrobní kameny, které byly v roce 1833 opsány německým švabachovým písmem a uloženy na raduňské faře. Nápisy byly na stěnách zabíleny.
Většina současného vybavení interiéru pochází z 19. století. V roce 1862 byla v kostele vyměněna stará cihlová dlažba za dlažbu z bílého a červeného kamene. Roku 1863 byly po obvodu celého kostela a v sakristii položeny hliněné odvodné trouby, ale v roce 1869 byly nahrazeny novými. Kněžna Blücherová pořídila roku 1865 velkou skříň na prameny na chóru od stolaře Režnara z Opavy a dubovou skříň do sakristie od sochaře Zobka z Opavy.

Farář Josef Raiman, který sídlil v Raduni od roku 1888, začal kostel zvelebovat. Roku 1889 pořídil dva nové zvony ke třem dosavadním od Petra Hilznera z Vídně. Všechny zvony byly odvezeny za první světové války. Nový zvon od firmy Manovník z Brna dostal kostel až roku 1921. 

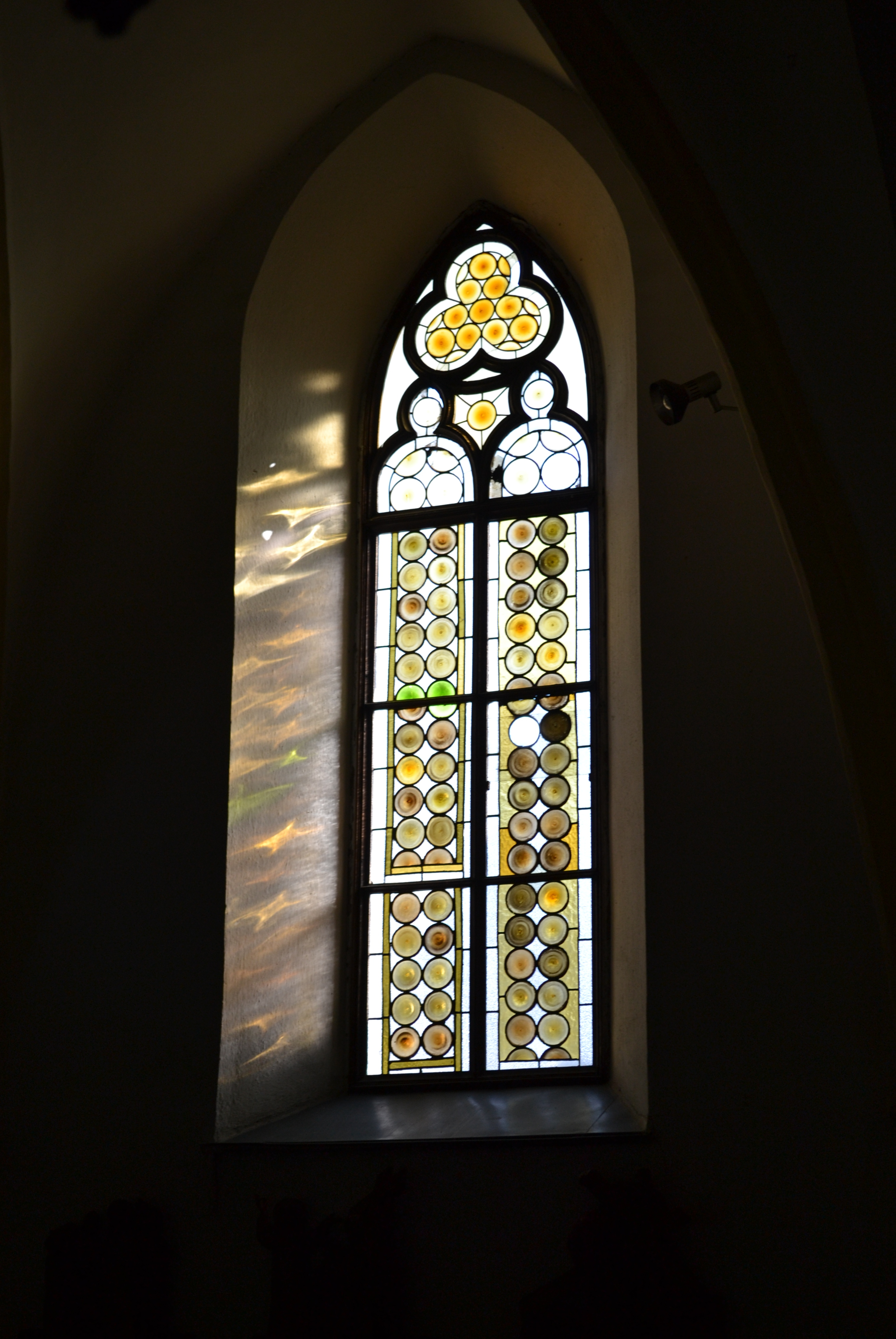
lomené okno v hlavní lodi

V roce 1891 nahradil starou kazatelnu za novou neogotickou od řezbáře Pavla Assmanna z Opavy, následujícího roku pořídil také neogotickou pozlacenou monstranci zakoupenou u Adlera ve Vídni. Nová novogotická křížová cesta byla zakoupena v roce 1893.
Roku 1897 byl vyměněn oltář, jednalo se již o čtvrtý oltář kostela. První oltář byl zničen během třicetileté války, druhý, z roku 1717, byl vyměněn v roce 1846 za oltář nevkusný a slohu kostela neodpovídající. Nový oltář, zasvěcený Nejsvětější Trojici, již slohu kostela odpovídal a stojí v kostele dodnes. Jedná se o práci řezbáře Karla Neusera z Nového Jičína, pozlacení provedl Teodor Berger. Karel Neuser rovněž vytvořil oltáře do bočních kaplí, protože staré již byly sešlé. V levé kapli byl umístěn obraz sv. Anny od švýcarského malíře Kaisra. Do pravé kaple přibyl na oltáři reliéf Panny Marie Pomocné ze sochařských ateliérů Stufleserových v Grädenu.
Roku 1905 byly vyměněny dveře do předsíně za novogotické a byl opraven portál. Kostel byl vymalován Konrádem Assmanem kaseinovými barvami, při tom byly objeveny gotické
nápisy v kapli sv. Anny, týkající se založení a posvěcení kostela. Ostatní nápisy se týkaly panského rodu z Kravař a jejich opisy se zachovaly.
Na dřevěných lavicích v hlavní lodi a na zábradlí kůru se vyskytují motivy lomeného oblouku. Lavice vyrobili v roce 1905 František Říčný a Jan Hoza z Raduně. Na rozšířeném kůru byly v roce 1875 postavené nové varhany zakoupené u firmy Rieger v Krnově. Jedná se o 13. varhany, které tato firma vyrobila.

## Zajímavosti
Střet katolicismu a protestantismu na Opavsku se dramaticky projevil v době svěcení kostela Nejsvětější Trojice v Raduni. Kostel přijel vysvětit olomoucký biskup František kardinál Ditrichštejn. Kardinál dorazil do Opavy 8. května 1603 a ubytoval se v klášteře dominikánů. Jakmile se zpráva rozšířila mezi měšťany, propukla vlna odporu, protože kardinál byl znám jako nesmiřitelný odpůrce protestantismu. Měšťané začali před dominikánským klášterem demonstrovat a vyzývali kardinála, aby ihned opustil město, pokud nechce dopadnout jako jeho předchůdce před léty.
Kardinál sice v Opavě ještě přenocoval, ale hned ráno se vydal na cestu do Raduně. Domníval se, že odjezd bude tajný, ale Opavané byli ve střehu. Když kardinál projížděl Dolním náměstím, davy měšťanů zaútočily na biskupský kočár kameny a blátem. Kočár byl štván zuřivě štěkajícími psy. Koně, splašeni psy a kamením, rozběhli se přes Horní náměstí Jaktařskou branou za město.
Kardinál musel dorazit do Raduně oklikami po polních cestách, celý utrmácený a vyděšený. V neděli 10. května se již vzpamatoval a kostel za velké slávy vysvětil.   